# فاروق مواسي
فاروق إبراهيم مواسي (بالعبرية: פארוק מואסי‏) أديب وناقد وشاعر فلسطيني. ولد في باقة الغربية (11 أكتوبر 1941م - 26 يونيو 2020)، لوالدين من عائلة فقيرة.

## سيرة
حفظ السور القرآنية والتراتيل الدينية صغيرًا، في سنة 1957 أغلقت المدرسة الثانوية في باقة الغربية أبوابها، فالتحق بمدرسة الطيبة الثانوية، حيث أنهى دراسته الثانوية هناك سنة 1959، ثم عمل في الصحافة المحلية، عين معلمًا في شباط 1961، وظل في سلك التعليم في المدارس الابتدائية والإعدادية والثانوية في المدارس المختلفة، حتى أحيل على التقاعد بدءًا من أيلول 1996، ولكنه عمل محاضرًا في كلية القاسمي في باقة الغربية (1989- 2018). في سنة 2007 حصل على لقب «محاضر كبير أ= درجة أولى». وفي 27 آذار 2011 حصل على درجة الأستاذية.
كان رئيس قسم اللغة العربية فيها (حتى أيلول 2010)، بعد أن كان عميد شؤون الطلبة (2002 - 2006)، ورئيس مركز اللغة العربية فيها (2002 - 2006)- حاضر في الكلية العربية في حيفا (بدءًا من سنة 1998- 2007)، وكان قد عمل مرشدًا لكتابة الأبحاث لطلاب المدارس الثانوية العربية (1995 - 1994)، وعين عضوًا في لجنة إعداد منهاج قواعد اللغة العربية في جامعة حيفا (سنة 1984) وعضوًا في لجنة منهاج خاص لتعليم اللغة العربية والتراث للمدارس العربية، وعضوًا في اللجنة العليا لشؤون اللغة العربية. شغل وظيفة نائب رئيس مجمع اللغة العربية في فلسطين المحتلة (2004 - 2007). ولدى تأسيس المجمع الرسمي الجديد سنة 2007 اختير ليكون عضوًا، فرئيس لجنة المصطلحات في المجمع. ولدى تأسيس مجمع القاسمي للغة وآدابها اختير ليكون عضو لجنة الأبحاث فيه.
كان عضوًا في المجلس الشعبي للثقافة والفنون، وعضًوا في دائرة الأدب (الممثل العربي في المجلس الشعبي)، وكان كذلك عضوًا في القسم العربي لمجلس الثقافة، وعضوًا في مجلس الكتاب (بدءًا من سنة 1992 وحتى سنة 2000) ثم كان عضو المجلس الشعبي لأدب الأطفال. شغل مواسي منصب رئيس رابطة الكتاب العرب ضمن اتحاد رابطات الكتاب في البلاد (1995-1982)، وكان الممثل العربي الوحيد في الإدارة العامة. وعند تأسيس اتحاد الكتاب العرب، شغل فاروق نائب الرئيس فيه (1980-1993).
شغل بدءًا من سنة 2003 منصب نائب رئيس نقابة الكتاب على اختلاف لغاتهم. أما في مجال التحرير، فقد اختير ليكون رئيس تحرير مجلة «مشاوير»- مجلة رابطة الكتاب العرب- (1978-1980)، وكان عضوًا في هيئة تحرير مجلة «الجديد» (1990-1993)، وعضوًا في مجلس تحرير مجلة (48)، كما كان أحد أعضاء أسرة التحرير في مجلة «مواقف»، وعضو هيئة تحرير مجلة «جامعة». كان عضو تحرير المجلة العبرية: «غاغ» (بالعبريَّة:גג)، وعضو هيئة تحرير مجلة «المجمع» في أكاديمية القاسمي. شارك مواسي في مهرجانات ومؤتمرات أكاديمية في داخل البلاد وخارجها، ونشط قلمه في الصحافة المحلية والصحافة في الخارج، وذلك بتقديم مقالات أدبية وسياسية واجتماعية. كان لمواسي نشاطات سياسية في حلقات عربية يهودية، فكان من مؤسسي الحركة التقدمية للسلام، وعين قبيل استقالته منها عضوًا في اللجنة المركزية للحركة، وهذه هي المرة الوحيدة التي انضوى فيها مواسي تحت لواء حزب بصورة رسمية. 
أما التحصيل الأكاديمي فقد بدأه في جامعة بار إيلان، حيث درس سنة 1970 موضوعي اللغة العربية والتربية. وفي سنة 1973 واصل دراسته للحصول على الماجستير في الأدب العربي. فتم له ذلك سنة 1976 (الرسالة كانت «لغة الشعر عند بدر شاكر السياب وصلتها بلغة المصادر القديمة»)، وفي أثناء ذلك حصل على شهادة التدريس للغة العربية. التحق مواسي بجامعة تل أبيب ليقدم أطروحة الدكتوراة فيها بعنوان «أشعار الديوانيين: العقاد والمازني وشكري» بإشراف: الأستاذ ماتي بيلد. ترجمت أشعاره إلى بعض اللغات، وأبرز ما صدر منها: «الأحزان التي لم تفهم» بالعبرية، و «جئت إليك».
عرف مواسي في تقديم المحاضرات الكثيرة في المدارس الثانوية والجامعات ودورات الاستكمال للمعلمين وفي المراكز التربوية المختلفة. وشارك في عدد ملحوظ في المؤتمرات الدولية في جامعات الأردن المختلفة، وفي ألمانيا وجامعة سوسة في تونس. كما عرفت عنه المشاركات في ما يطلق عليه في المدارس «سنة اللغة العربية» (بدءًا من سنة 1991)، واختير ليكون حكمًا في مسابقات أدبية في البلاد وخارجها. كما عرف عن مواسي دعمه للأدباء الشبان، فأسس لهم «الورشة الأدبية» بدءًا من سنة 1980 وحتى سنة 1995.

### جوائز
- فاز مواسي في مسابقة القرآن، وحصل على لقب «حافظ القرآن» سنة 1967.
- حاز جائزة التفرغ للإبداع من وزارة الثقافة سنة 1989، ثم ثانية في سنة 2005،
- حصل على جائزة توفيق زياد للعام 2001.

## الإصدارات

### الشعر
- في انتظار القطار، جمعية عمال المطابع، نابلس-1971.
- غداة العناق، المطبعة الأهلية، طولكرم-1974.
- يا وطني، مكتبة الشعب، كفر قاسم-1977.
- اعتناق الحياة والممات، منشورات الأسوار، عكا-1979.
- إلى الآفاق (شعر للطلاب) الأسوار، عكا-1979.
- الأعمال الشعرية الكاملة (المجلد الأول) وتضم المجموعات الخمس الأولى وكذلك مجموعة من شذور التعب، القدس-1987.
- الخروج من النهر، دار الشفق، كفر قرع-1989.
- قبلة بعد الفراق، مطبعة الرسالة، القدس-1993.
- ما قبل البعد، مطبعة الرسالة، القدس-1993.
- لما فقدت معناها الأسماء، دار الفاروق، نابلس -1996.
- خاطرتي والضوء (نبضات)، بيت الكاتب، الناصرة-1998.
- الأحزان التي لم تفهم (بالعبرية)، دار الشفق، كفر قرع-1999.
- أغاريد وأناشيد (أشعار للصغار) مركز أدب الأطفال، الناصرة-2001.
- الأعمال الشعرية الكاملــة (مجلدان)، مكتبة كل شيء، حيفا - 2005.
- أحب الناس، مطبعة الهدى، باقة الغربية- 2010.
- أحب الناس وقصائد أخرى- ابن خلدون، طولكرم- 2016

### في الدراسات والنقد
- عرض ونقد في الشعر المحلي، القدس-1976.
- صلاح عبد الصبور شاعرا مجددًا، جامعة حيفا-1979.
- الرؤيا والإشعاع، دراسات في الشعر الفلسطيني، القدس-1984.
- الجََنى في الشعر الحديث، (5 طبعات) القدس-1986.
- الجنى في النثر الحديث (4 طبعات) القدس-1986.
- أدبيات (مواقف نقدية)، القدس-1991.
- دراسات وأبحاث في الأدب العربي الحديث، دار آسيا، دالية الكرمل-1992.
- لغة الشعر عند بدر شاكر السياب ، مطبعة الرسالة، القدس-1993.الطبعة الثانية: مطبعة الحكيم، الناصرة - 2006.
- أشعار الديوانيين، إصدار دائرة الثقافة العربية، الناصرة - 1995.
- قصيدة وشاعر، دار الفاروق، نابلس-1996.
- القدس في الشعر الفلسطيني الحديث، إصدار مجلة مواقف، الناصرة-1996.
- هدي النجمة، دائرة الثقافة العربية، الناصرة-2001. الطبعة الثانية، مركز نهر النيل للنشر، القاهرة - 2008.
- تمرة وجمرة، كلية القاسمي، باقة الغربية - 2005. الطبعة الثانية، مطبعة الهدى - باقة الغربية، 2005.
- نبض المحار (دراسات في الأدب العربي)، مجمع أكاديمية القاسمي، باقة الغربية- 2009.
- محمود درويش: قراءات في شعره، دار الهدى - كريم، كفر قرع - 2009.
- القدس في الشعر الفلسطيني الحديث، وزارة الثقافة الفلسطينية، رام الله - 2010. 35- 38 دراسات أدبية وقراءات بحثية (أربعة أجزاء)، مطبعة ابن خلدون، طولكرم - 2017- 2019.

### في القصة القصيرة
- أمام المرآة، منشورات البيادر، القدس-1985.
- أمام المرآة وقصص أخرى، دار الفاروق، نابلس -1995.
- مرايا وحكايا (قصص قصيرة جدًا)، دار آسيا، دالية الكرمل، 2006.

### في السيرة
- أقواس من سيرتي الذاتية، دار الهدى (بإدارة عز الدين عثامنة)، كفر قرع - 2002.
- حوارات كانت معي، دار الأماني، عرعرة، 2005.
- أقواس من سيرتي الذاتية. ط 2، مزيدة ومنقحة. طولكرم: مطبعة ابن خلدون- 2011.
- أقواس من سيرتي الذاتية. ط 3، مزيدة ومنقحة (456 صفحة). طولكرم: مطبعة ابن خلدون- 2016.

### في النقد الاجتماعي
- أستاذ قد الدنيا، مكتبة الشعب، كفر قاسم - 1979.
- حديث ذو شجون (مقالات اجتأدبية) الناصرة-1994.
- مقالات في الاجتماع والسياسة، ابن خلدون، طولكرم- 2016.

### في النحو والصرف
- الجديد في قواعد اللغة العربية (4 كتب معدة للطلا ب الثانويين) بالاشتراك مع د. فهد أبو خضرة ود. إلياس عطا الله، صدرت في طبعات مختلفة وفي سنوات مختلفة.
- دروس في النحو والصرف (لطلاب كلية الشريعة في باقة)، باقة – 1990 -1994.
- دروس تطبيقية في النحو والإعراب، طولكرم-1995.
- المرشد في تدريس قواعد اللغة العربية للمرحلتين الإعدادية والثانوية، (بالاشتراك مع مؤلفين آخرين)، وزارة المعارف، القدس – 2002.

### في اللغة والتعبير
- من أحشاء البحر، أكاديمية القاسمي، باقة الغربية - 2007.من أحشاء البحر، (الطبعة الثانية)، أكاديمية القاسمي، باقة الغربية - أواخر 2007.
- فصول في تدريس اللغة العربية والتعبير (لمعلمي وطلاب المعاهد الأكاديمية) بالاشتراك مع د. نمر إسمير ود. سليمان جبران، معهد موفيت-1999.
- أساسيات اللغة العربية في كليات ومسارات إعداد المعلمين للمدارس العربية (ثلاثة أجزاء: مستوى أ ، مستوى ب ، مستوى جـ) معهد موفيت - 2002، 2004، 2005. بالاشتراك مع أساتذة آخرين.
- قطوف دانية في اللغة العربية (أربعة أجزاء)، مطبعة ابن خلدون، طولكرم- 2016,2017، 2018، 2019.